# Belvidere (Vermont)
Belvidere – miasto w Stanach Zjednoczonych, w stanie Vermont, w hrabstwie Lamoille.